# Revue européenne des migrations internationales
 (janvier 2017).
La Revue Européenne des Migrations Internationales (REMI) est une revue scientifique inter- et pluridisciplinaire à comité de lecture éditée par l'Université de Poitiers avec le concours de l’InSHS du CNRS.  

## Publication et diffusion
La REMI livre quatre numéros par an qui sont accessibles en texte intégral sur OpenEdition Journals, avec un délai de restriction d'un an. Les langues de publication de la REMI sont le français, l'anglais et l'espagnol. Les numéros antérieurs à 2002 sont accessibles en texte intégral sur Persée. Dans le cadre de l’accord de diffusion commerciale entre le CLEO et Cairn.info, les articles des derniers numéros sont accessibles en accès payant sur les portails Cairn.info et Cairn International.  

## Histoire
Fondée en 1985 par Gildas Simon (Université de Poitiers/CNRS) afin de diffuser les résultats de la recherche sur les migrations internationales et les relations interethniques, promouvoir les sujets et les thèmes nouveaux, autant que contribuer au développement de la collaboration scientifique entre chercheurs et organismes européens, la Revue Européenne des Migrations Internationales est la première revue francophone consacrée aux études des migrations (en).  
Initialement quadrimestrielle, elle devient trimestrielle en 2012. C'est en 2016 que la revue prend sa forme actuelle avec une nouvelle maquette, une nouvelle couverture, l'augmentation d'articles en anglais et l'apparition d'images en couleur. Elle est référencée par la Bibliographie internationale des sciences sociales (en) et l'Index Islamicus. Depuis 2021, la REMI est passée entièrement au numérique.  

### Les directeurs de rédaction
(Université de Poitiers/CNRS, si pas indiqué autrement) :
- 1985 – 1992 : Gildas Simon
- 1993 – 1994 : Gildas Simon et Michelle Guillon
- 1994 – 1999 : Michelle Guillon
- 2000 – 2006 : Michelle Guillon et Marie-Antoinette Hily
- 2007 – 2010 : Marie-Antoinette Hily
- 2010 – 2014 : Marie-Antoinette Hily et William Berthomière
- 2014 – 2015 : William Berthomière et Véronique Petit (CEPED)
- 2016 – 2018 : Véronique Petit et Emmanuel Ma Mung
- 2018 – 2022 : Olivier Clochard et Camille Schmoll (EHESS)
- 2022 – aujourd'hui : Olivier Clochard, Constance De Gourcy (MESOPOLHIS) et Yann Scioldo-Zürcher (CRH)